# Colisa
Colisa is een monotypisch geslacht van straalvinnige vissen uit de familie van de Echte goerami's (Osphronemidae).

## Geslacht
- Colisa labiosa (Day, 1877) (Diklipgoerami)